# 第12回ニューヨーク映画批評家オンライン賞
12th NYFCO Awards

2012年12月9日

作品賞: 

ゼロ・ダーク・サーティ
第12回ニューヨーク映画批評家オンライン賞（だい12かいニューヨークえいがひひょうかオンラインしょう）は2012年の映画を対象としており、2012年12月9日に発表された。

## 受賞一覧

### 作品賞トップ10
※1位以外は原題のアルファベット順
- 1位 ― 『ゼロ・ダーク・サーティ』
  - 『アルゴ』
  - 『ハッシュパピー 〜バスタブ島の少女〜』
  - 『ジャンゴ 繋がれざる者』
  - 『レ・ミゼラブル』
  - 『ライフ・オブ・パイ/トラと漂流した227日』
  - 『リンカーン』
  - 『ザ・マスター』
  - 『ムーンライズ・キングダム』
  - 『世界にひとつのプレイブック』

### 監督賞
- キャスリン・ビグロー - 『ゼロ・ダーク・サーティ』

### 主演男優賞
- ダニエル・デイ＝ルイス - 『リンカーン』

### 主演女優賞
- エマニュエル・リヴァ - 『愛、アムール』

### 助演男優賞
- トミー・リー・ジョーンズ - 『リンカーン』

### 助演女優賞
- アン・ハサウェイ - 『レ・ミゼラブル』

### アンサンブル演技賞
- 『アルゴ』

### 脚本賞
- マーク・ボール - 『ゼロ・ダーク・サーティ』

### ブレイクスルー演技賞
- クヮヴェンジャネ・ウォレス - 『ハッシュパピー 〜バスタブ島の少女〜』

### 新人監督賞
- ベン・ザイトリン - 『ハッシュパピー 〜バスタブ島の少女〜』

### 撮影賞
- クラウディオ・ミランダ - 『ライフ・オブ・パイ/トラと漂流した227日』

### 音楽賞
- 『ジャンゴ 繋がれざる者』

### アニメ映画賞
- 『Chico and Rita』

### 外国語映画賞
- 『愛、アムール』 オーストリア、 フランス、 ドイツ

### ドキュメンタリー映画賞
- 『The Central Park Five』